# Streitkräfte der Republik China
Die Streitkräfte der Republik China bestehen aus vier Teilstreitkräften und haben den Auftrag, die Republik China (Taiwan) zu schützen und zu verteidigen. Dies spielt insbesondere bei dem Konflikt zwischen der Republik China (Taiwan) und der Volksrepublik China eine Rolle (siehe: Taiwan-Konflikt).
Die Streitkräfte stehen in einer historischen Kontinuität zur Nationalrevolutionären Armee der Nationalisten im chinesischen Bürgerkrieg. Bis in die 1970er hinein war die offizielle Militärdoktrin darauf ausgerichtet, offensive Operationen gegen die Volksrepublik durchführen zu können, um das chinesische Festland zurückzuerobern („Projekt Nationale Glorie“, chinesisch 國光計劃 / 国光计划, Pinyin Guóguāng jìhuà, englisch Project National Glory). Heute haben die Streitkräfte einen defensiven Charakter.

## Geschichte

### 1911 bis 1949: Auf dem Festland
Verschiedene Armeen werden mit dieser Epoche assoziiert, wie unter anderem die der Kuomintang und der KPCh. Es gab innerhalb dieses Zeitraums zwei Armeen mit dem Titel „Nationalarmee“ (chinesisch 國軍 / 国军, Pinyin Guójūn, englisch National Army). Die Beiyang-Armee einer „Warlord-Regierung“ und später die „Nationalrevolutionäre Armee“ (chinesisch 國民革命軍 / 国民革命军, Pinyin Guómín Gémìng Jūn, englisch National Revolutionary Army) der Republik.
Die Gründung der ersten Republik Chinas wurde erst durch die Meuterei der „Neuen Armee“ (chinesisch 新軍 / 新军, Pinyin Xīnjūn, englisch New army) der Qing mit Yuan Shikai als Kommandeur der modern gerüsteten Beiyang-Armee, die Nordchina kontrollierte, ermöglicht. Nach seinem Tod 1916 zerbrach diese Armee in verschiedene Fraktionen und die Generäle der Armee wurden zu Warlords, die die großen Lehen während der folgenden Jahrzehnte kontrollierten. Berufssoldaten dieser Armeen trugen oft keine Uniformen, was den optischen Unterschied zwischen Kombattanten und Rebellen oder Banditen aufhob.
Mit Hilfe der Kommunistischen Internationale reorganisierte Sun Yat-sen 1925 die Nationalrevolutionäre Armee in Guangdong mit dem Ziel der Wiedervereinigung Chinas unter Führung der Kuomintang. Zu diesem Zweck kämpfte die Armee gegen die Warlords, die China teilten. 1925, nach dem Tod von Sun Yat-sen, übernahm Chiang Kai-shek das Oberkommando. Er führte mit dem erfolgreichen Nordfeldzug den Kampf fort und vereinigte die von den Warlords kontrollierten Teile Chinas. Einen der größten Einsätze stellte für die Streitkräfte der Republik China 1929 der Sowjetisch-Chinesische Grenzkrieg dar. Ziel der Republik China war es, die sowjetische Machtausbreitung zurückzudrängen. Der Krieg begann am 17. August 1929 mit dem Einmarsch der Roten Armee in der Mandschurei und endete militärisch mit einer chinesischen Niederlage.
Vor dem Hintergrund der Kriegsgefahr mit Japan versuchte die KMT-Regierung ein modernes Rekrutierungswesen zu etablieren. 1929 wurde Wehrunterricht an den weiterführenden Schulen eingeführt. 1934 wurde ein dreimonatiges militärisches Training Voraussetzung für einen Universitätsabschluss. 1933 beschloss die Regierung ein Wehrpflichtgesetz, dass ab 1936 umgesetzt werden sollte. Die Umsetzung der Wehrpflicht wurde aber stark durch Korruption behindert, nur rund 40 % der Rekruten folgten der Wehrpflicht freiwillig. Die Streitkräfte hatten mit Desertionen, mangelnder Ausrüstung und Krankheiten zu kämpfen. Vor dem Krieg mit Japan erkrankten rund zehn Prozent der Soldaten pro Jahr. Die Sterblichkeitsrate der Erkrankten betrug rund 5 %.
Die Nationalrevolutionäre Armee kämpfte im Zweiten Japanisch-Chinesischen Krieg (1937–1945), der Teil des Zweiten Weltkrieges wurde. Die militärische Führung während des Krieges war verflochten mit der politischen Führung und der Unterschied zwischen Partei, Staat und Armee war wie im Leninismus fließend. Als die Rote Armee den Chinesischen Bürgerkrieg gewann, flüchteten große Teile der Nationalen Revolutionsarmee, meist die Elite, mit der Führung der Kuomintang nach Taiwan. Sie wurde später auf Taiwan zur „Armee der Republik China“ reformiert. Überlebende Einheiten, die nicht nach Taiwan oder ins „Goldene Dreieck“ fliehen konnten, wurden aufgelöst.

### Streitkräfte in Taiwan

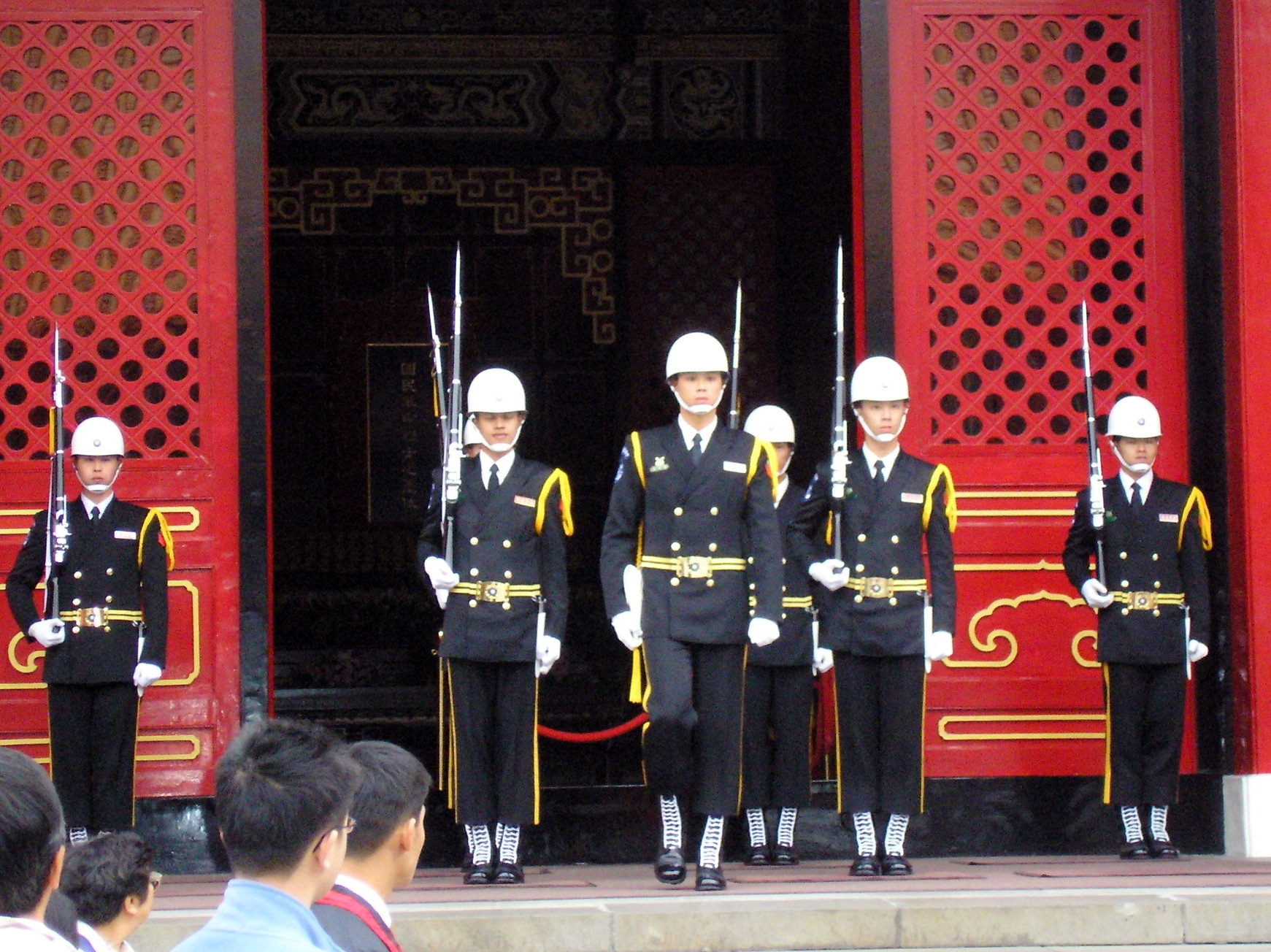
Ehrenwache am Märtyrerschrein

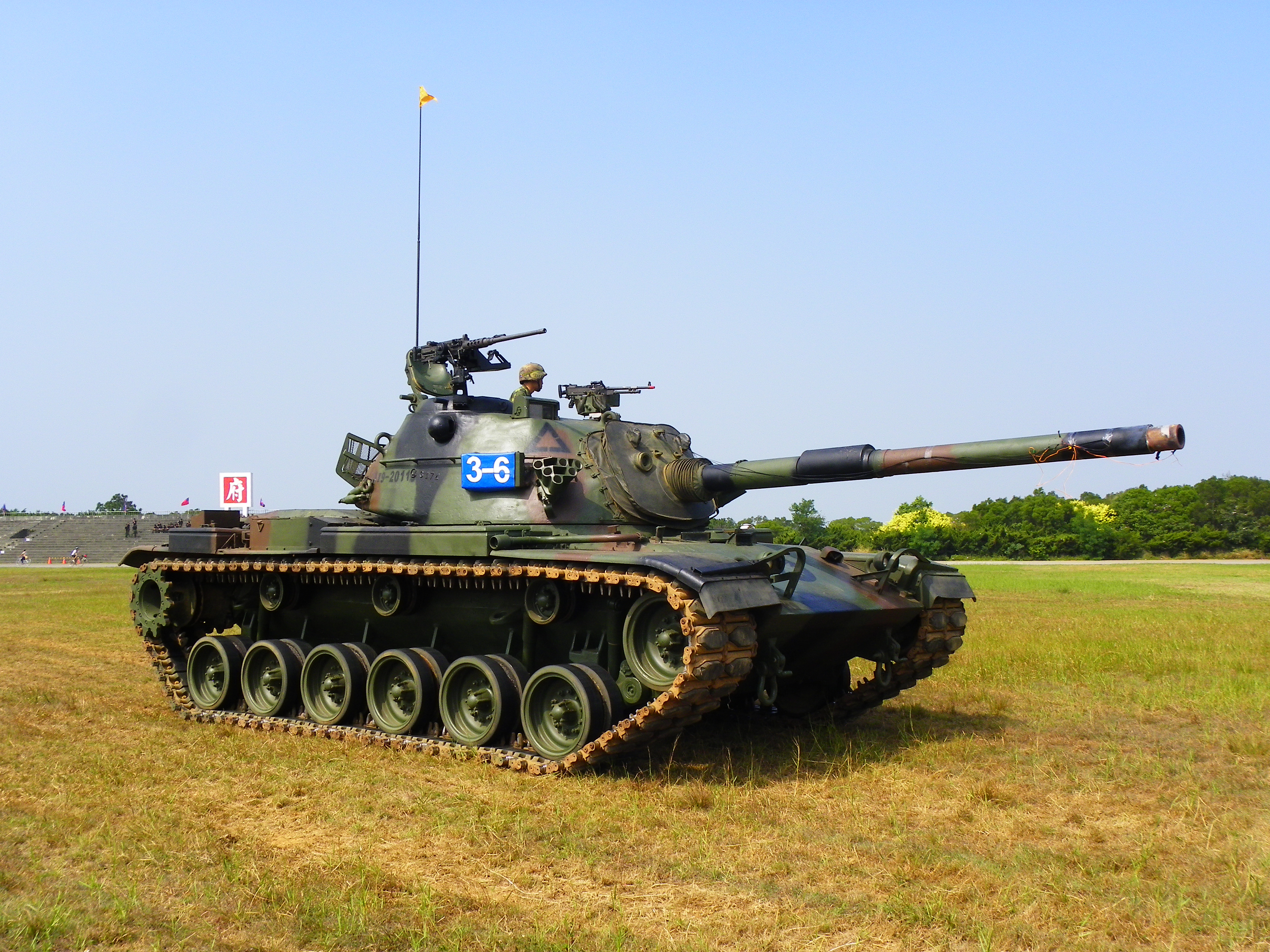
CM11-Panzer des Heeres der Republik China

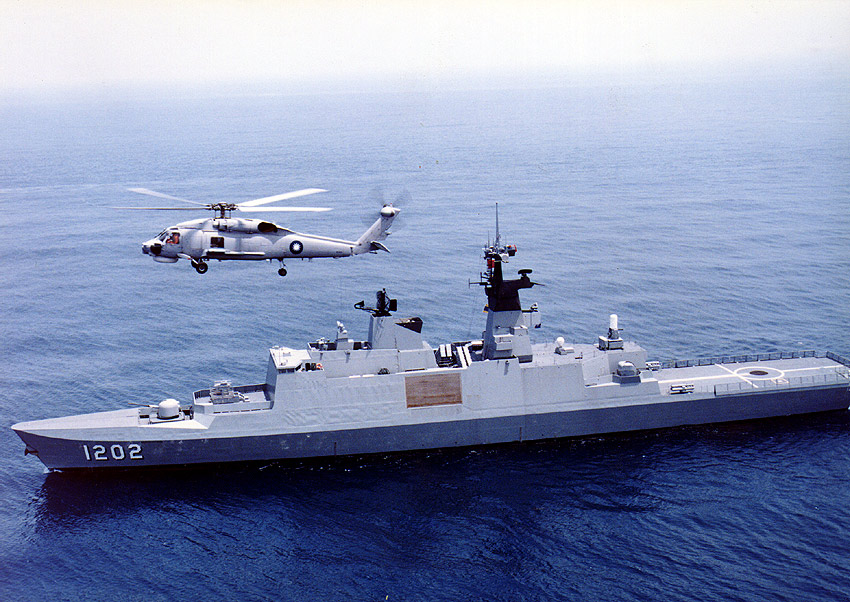
Fregatte Kang Ding (PFG3-1202) mit S-70C-Hubschrauber der Marine der Republik China

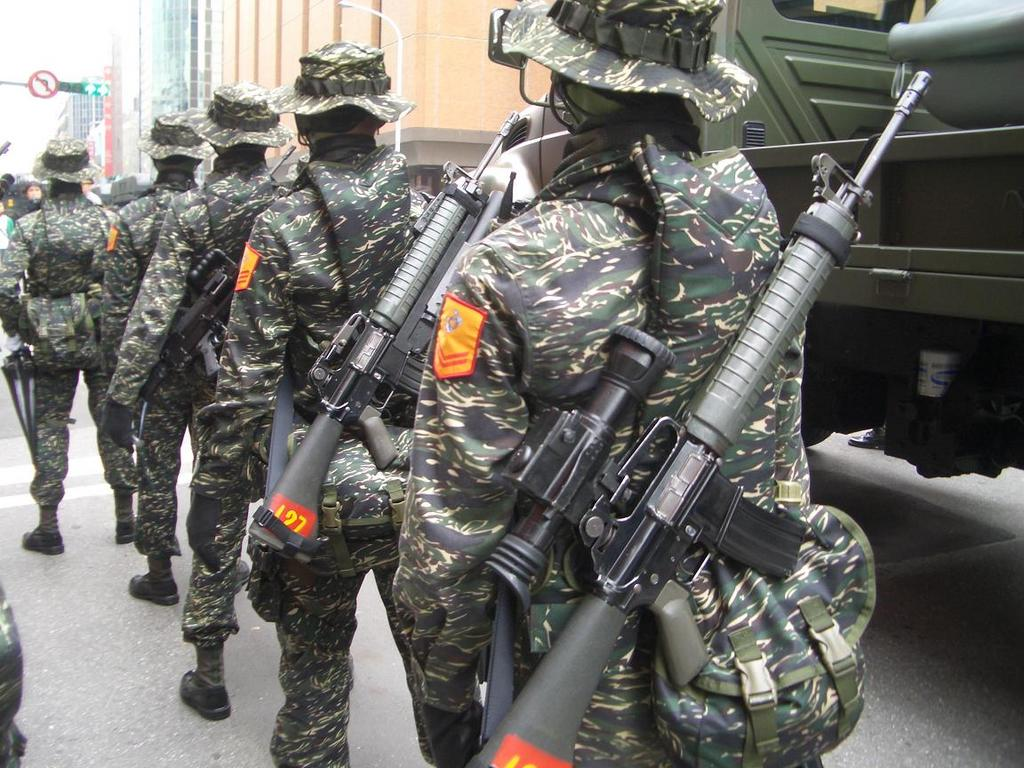
Marineinfanterie der Republik China

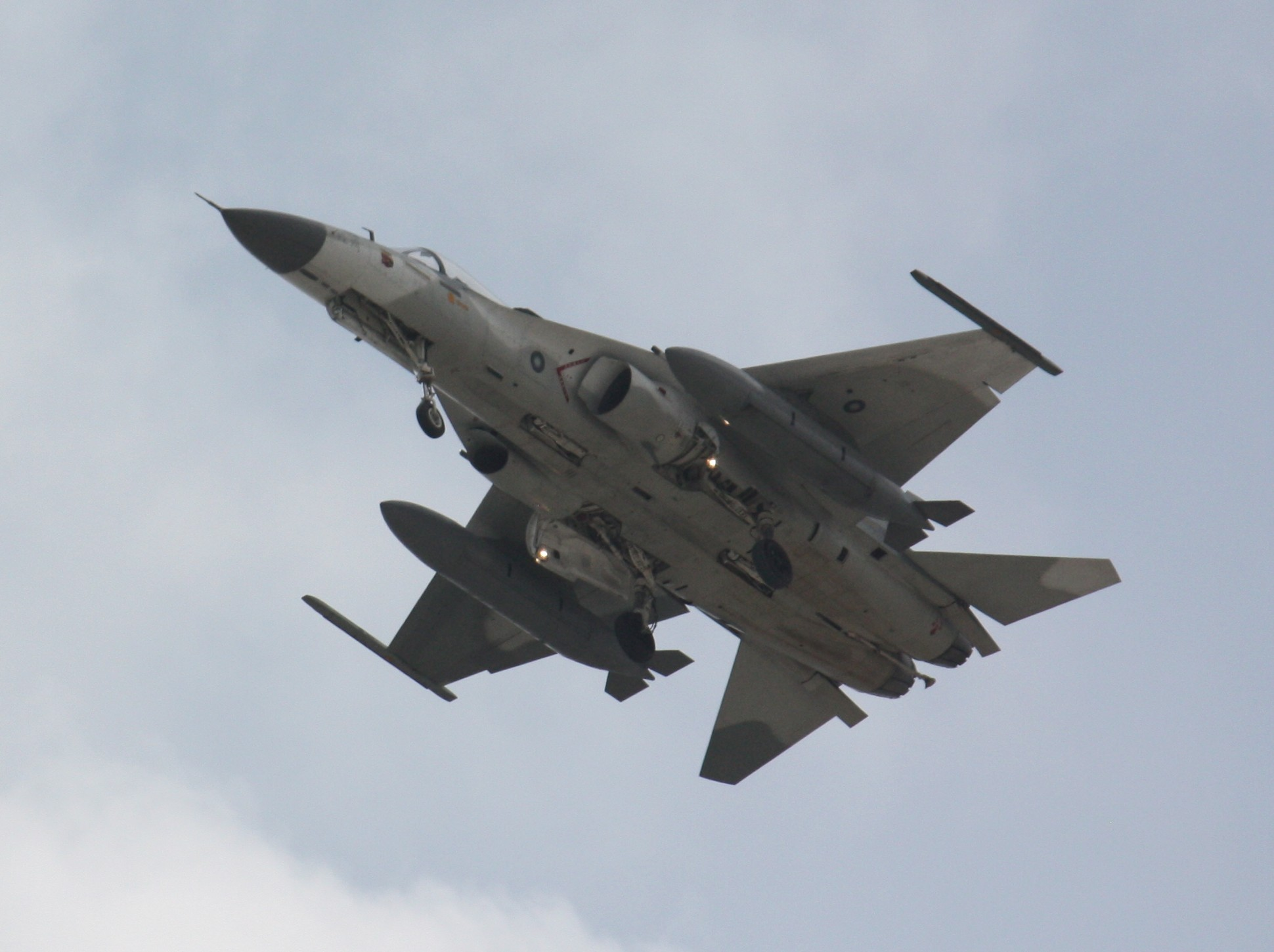
AIDC F-CK-1 Ching-kuo der Luftstreitkräfte der Republik China

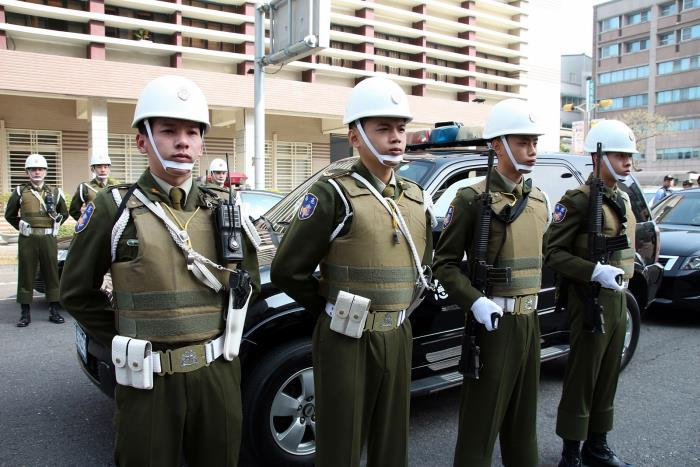
Militärpolizei der Republik China

Seit 1949 verfügt die Republik China über eine verhältnismäßig große und gut ausgerüstete Armee, die wegen des Anti-Abspaltungsgesetzes der Volksrepublik China ständig auf eine Invasion durch Streitkräfte der Chinesischen Roten Armee vorbereitet sein soll.
Von 1949 bis in die 1970er-Jahre zielte die Strategie des Militärs auf eine mögliche Eroberung des Festlands ab, danach wandelte sich die bestehende Nationale Revolutionsarmee zu einer Verteidigungsarmee mit stehender Luftwaffe und Marine. Die Kontrolle der Streitkräfte wurde der zivilen Führung übergeben. Da das Militär der Republik auf dem der Revolutionsarmee beruht, tendiert die ältere hochrangige Offiziersgeneration zu pan-blauen politischen Ansichten. Diese Generation, deren Familien meist noch vom Festland stammen, ist jedoch größtenteils im Ruhestand und das Militär nähert sich zunehmend der öffentlichen Meinung an.
Im Falle einer Invasion der Volksrepublik China würde die Berufs- und Wehrpflichtigenarmee der Republik China die erste Verteidigungslinie bilden, bis Verstärkung von den USA die Fronten der Republik unterstützen würde. Der 2005 unterzeichnete Verteidigungspakt der USA mit Japan bedeutet eine Unterstützung der Republik durch Japan. Andere Verbündete der USA, wie Australien könnten theoretisch die Republik weiter unterstützen, werden jedoch nicht erwartet. Weiter ist die Beteiligung der USA selbst in Frage zu stellen, da es keine Garantie durch den Taiwan Relations Act gibt.
Ein im März 2010 veröffentlichter taiwanischer Regierungsbericht nimmt an, dass im Falle eines Konfliktes die Luftstreitkräfte der Volksrepublik China aufgrund deren langjährigen Rüstungsbestrebungen im Kriegsfall voraussichtlich die Luftüberlegenheit hätten.
Seit 2001 besteht als Alternative zur bestehenden Wehrpflicht die Möglichkeit eines Zivildienstprogrammes (chinesisch 替代役, Pinyin Tìdàiyì – „Zivildienstleistender“). Beide Dienste dauern 1 Jahr. Zusätzlich gibt es die Möglichkeit, den Zivildienst bei einem privatwirtschaftlichen Unternehmen abzuleisten, jedoch wird dieser Dienst auf 4 Jahre verlängert.

## Ausrüstung und Personal
Die Streitkräfte hatten 2023 etwa 165.000 Soldaten zuzüglich 1.675.000 Reservisten. Die Republik begann in den 1990ern mit der Reduzierung der Streitkräfte (von ursprünglichen 430.000) und einer parallelen Professionalisierung. Die Wehrpflicht (chinesisch 當兵 / 当兵, Pinyin bīng – „Wehrdienstsoldat“) gilt für alle Männer ab 18 Jahren. Bis 2014 sollten die Streitkräfte eine vollständige Berufsarmee mit einer Sollstärke von 214.000 Mann sein. Diese Verkleinerung und Professionalisierung sollte Ressourcen für die Waffenentwicklung und -beschaffung freigeben.
Wichtige Rüstungskooperationspartner sind die USA, Frankreich und die Niederlande. Teilweise werden auch Eigenentwicklungen wie der CM-32-Panzer eingesetzt.
Die weitere, defensiv ausgerichtete Aufrüstung ist seit 2001 gestoppt und zu einer Relevanz-Debatte geworden. Ein wesentlicher Bestandteil der Ausrüstung und Fahrzeuge sind von den USA und legal durch den Taiwan Relations Act gedeckt.
Im Falle eines Angriffes durch die Volksrepublik durch Seeblockaden, Luftangriffe oder Bombardement, würde sich die Armee mit der Luftwaffe und der Marine verteidigen.

### Heer
Das Heer der Republik China umfasste 2020 rund 90.000 Soldaten. Es ist die größte Teilstreitkraft der Streitkräfte der Republik China und gliedert sich schwerpunktmäßig in drei Armeen: Armee Nord (6. Korps, HQ: Taoyuan), Armee Mitte (10. Korps, HQ: Taichung) und Armee Süd (8. Korps, HQ: Chisan). Diesen drei Armeen unterstehen sieben Panzerbrigaden, zwei mechanisierte Infanteriebrigaden, zehn Infanteriebrigaden, drei mobile Divisionen und zwei Flugabwehrgruppen.

### Luftstreitkräfte
Die Luftstreitkräfte der Republik China (Chung-Kuo Kung Chuan, englisch: Republic of China Air Force (ROCAF)) sind eine Teilstreitkraft der Streitkräfte der Republik China und umfassten 2020 etwa 40.000 Soldaten. Dem Oberkommando unterstehen das Luftkampfkommando, das Logistikkommando und das Ausbildungskommando.
Es wurden 60 französische Dassault Mirage 2000 und 150 amerikanische F-16 gekauft. Zusätzlich wurden sechs Hawkeye Radarflugzeuge importiert. Wegen der gegen die Republik China bestehenden Embargomaßnahmen war aber auch die Notwendigkeit für Eigenentwicklungen durch die eigene Industrie gegeben. Beispielsweise werden etwa 130 Flugzeuge der AIDC F-CK-1 eingesetzt. Zur Luftverteidigung werden neben Eigenentwicklungen (Tieh-Kung-Flugabwehrrakete), HAWK  und Stingers seit Anfang der 1990er-Jahre auch auf 200 MIM-104 Patriot PAC-2-Abwehrraketen aus den USA zurückgegriffen. Pläne des „Ministeriums für Nationale Verteidigung“, die modernere Variante PAC-3 wurden vom Legislativ-Yuan lange Zeit blockiert.
Die USA haben mit Blick auf die Volksrepublik den Verkauf von 60 weiteren F-16 verweigert. Die Republik China entwickelt Marschflugkörper zur Verteidigung gegen eine Invasion der Volksrepublik.

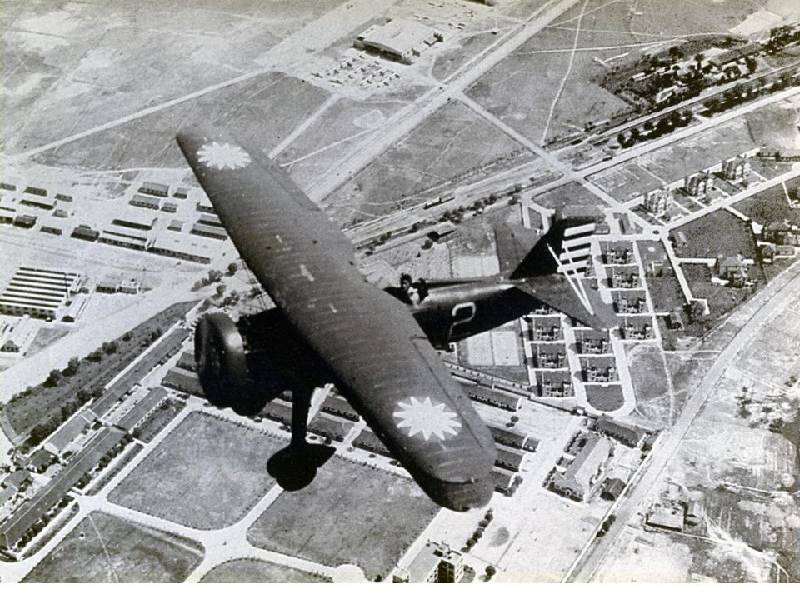
Curtiss Hawk II der Luftwaffe der Republik China
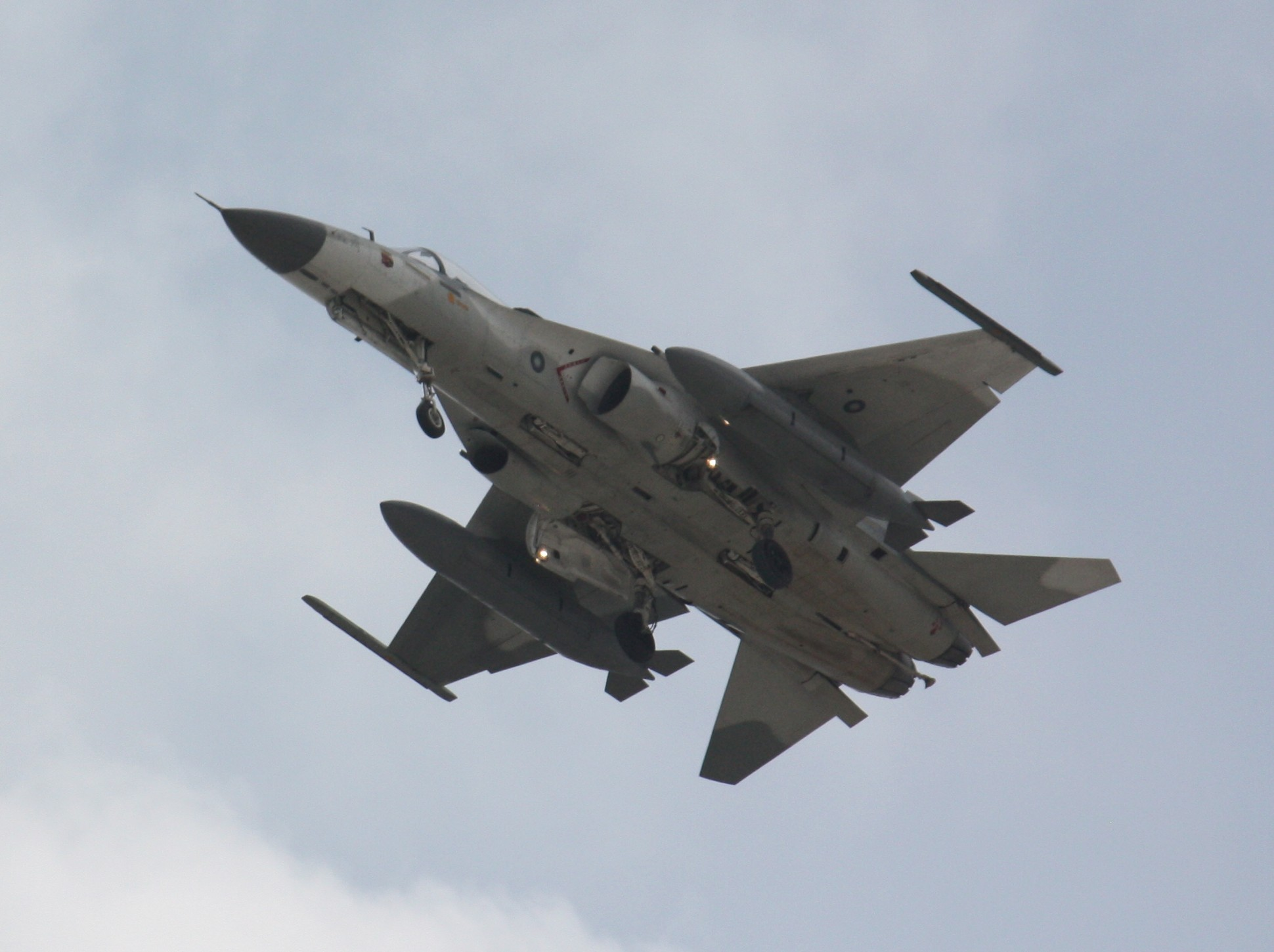
AIDC F-CK-1

### Marine
Die Marine der Republik China hatte 2020 eine Stärke von etwa 30.000 Soldaten (inkl. Marineflieger), der zusätzlich noch die Marineinfanterie mit 10.000 Angehörigen untersteht.
Es wurden vier Zerstörer der Kidd-Klasse von den USA erworben. Darüber hinaus baute die Republik China in den 1990er-Jahren acht amerikanische Fregatten der Oliver-Hazard-Perry-Klasse in Lizenz und importierte acht ausgemusterte Knox-Fregatten. Sechs La-Fayette-Schiffe wurden aus Frankreich importiert. Die
Pläne des „Ministeriums für Nationale Verteidigung“, dieselbetriebene U-Boote zu kaufen, wurden vom Legislativ-Yuan lange Zeit blockiert.

## Organisationsstruktur
Die Streitkräfte der Republik China bestehen aus folgenden Teilstreitkräften:
- Verteidigungsministerium
  -  Heer
  -  Marine
    -  Marineinfanterie

  -  Luftstreitkräfte
  -  Militärpolizei

Flagge des Heeres der Republik China.
Gösch der Marine der Republik China.
Flagge der Marineinfanterie der Republik China.
Flagge der Luftstreitkräfte der Republik China.
Flagge der Militärpolizei der Republik China.